# Poian
Poian (in ungherese Kézdiszentkereszt) è un comune della Romania di 1850 abitanti, ubicato nel distretto di Covasna, nella regione storica della Transilvania.
Il comune è formato dall'unione di 2 villaggi: Belani e Poian.
Nel 2005 i villaggi di Cărpinenii, Estelnic e Valea Scurtă si sono separati da Poian andando a formare il comune di Estelnic.